# Saeculum Christianum
Saeculum Christianum. Pismo historyczne – czasopismo naukowe założone w 1994 roku przez ks. prof. dr. hab. Józefa Mandziuka. Czasopismo do 2012 roku ukazywało się jako półrocznik i publikowano na jego łamach materiały o tematyce socjologicznej, politologicznej i historycznej. W 2014 roku zmieniono strukturę czasopisma zamieniając je jednocześnie w rocznik związany z Instytutem Nauk Historycznych Uniwersytetu Kardynała Stefana Wyszyńskiego. Od 2019 czasopismo ponownie ukazuje się jako półrocznik. Pismo publikuje materiały związane z historią, historią sztuki i archeologią w języku polskim, angielskim, niemieckim, francuskim i włoskim.
Redaktorzy naczelni:
- 1994–2013 – ks. prof. dr hab. Józef Mandziuk
- od 2014 – ks. prof. dr hab. Waldemar Graczyk[1]

Saeculum Christianum znajduje się w wykazie czasopism naukowych, według którego Czasopismo otrzymało 70 punktów. Czasopismo przypisane jest do dwóch dyscyplin naukowych, tj. nauk o sztuce oraz nauk teologicznych.